# Nuoto ai campionati mondiali di nuoto 2015 - Staffetta 4x200 metri stile libero maschile
La gara della staffetta 4x200 metri stile libero maschile si è svolta il 7 agosto 2015 presso la Kazan Arena e vi hanno preso parte 96 atleti, raggruppati in 22 squadre nazionali. Le batterie si sono svolte nella sessione mattutina, la finale in quella serale.

## Medaglie
| Posizione | Nazione       | Atleti                                                                                    |
| --------- | ------------- | ----------------------------------------------------------------------------------------- |
| Oro       | Gran Bretagna | Daniel Wallace Robert Renwick Calum Jarvis James Guy Nicholas Grainger* Duncan Scott*     |
| Argento   | Stati Uniti   | Ryan Lochte Conor Dwyer Reed Malone Michael Weiss Michael Klueh*                          |
| Bronzo    | Australia     | Cameron McEvoy David McKeon Daniel Smith Thomas Fraser-Holmes Grant Hackett* Kurt Herzog* |

* Atleti che hanno partecipato solo alle batterie

## Record
Prima della manifestazione il record del mondo (WR) e il record dei campionati (CR) erano i seguenti.
| Record mondiale       | 6'58"55 | Stati Uniti Michael Phelps (1'44"49) Ricky Berens (1'44"13) David Walters (1'45"47) Ryan Lochte (1'44"46) | 31 luglio 2009 Roma, Italia |
| Record dei campionati | 6'58"55 | Stati Uniti Michael Phelps (1'44"49) Ricky Berens (1'44"13) David Walters (1'45"47) Ryan Lochte (1'44"46) | 31 luglio 2009 Roma, Italia |

## Risultati

### Batterie
| Posizione | Batteria | Corsia | Nazione       | Atleti | Tempo   | Note |
| --------- | -------- | ------ | ------------- | --- | ------- | ---- |
| 1         | 2        | 3      | Australia     | Grant Hackett (1:47.83) Kurt Herzog (1:47.96) Daniel Smith (1:46.02) Thomas Fraser-Holmes (1:46.59)          | 7:08.40 | Q    |
| 2         | 2        | 7      | Stati Uniti   | Reed Malone (1:48.21) Michael Weiss (1:46.14) Michael Klueh (1:47.67) Conor Dwyer (1:46.53)                  | 7:08.55 | Q    |
| 3         | 2        | 1      | Gran Bretagna | Robert Renwick (1:47.43) Nicholas Grainger (1:47.19) Daniel Wallace (1:46.03) Duncan Scott (1:48.35)         | 7:09.00 | Q    |
| 4         | 1        | 4      | Germania      | Jacob Heidtmann (1:47.86) Florian Vogel (1:48.31) Clemens Rapp (1:47.14) Paul Biedermann (1:46.03)           | 7:09.34 | Q    |
| 5         | 1        | 5      | Polonia       | Jan Świtkowski (1:47.17) Kacper Klich (1:48.86) Michael Domagala (1:47.81) Kacper Majchrzak (1:46.36)        | 7:10.20 | Q    |
| 6         | 3        | 9      | Paesi Bassi   | Dion Dreesens (1:47.73) Kyle Stolk (1:48.52) Joost Reijns (1:48.20) Sebastiaan Verschuren (1:46.38)          | 7:10.83 | Q    |
| 7         | 3        | 0      | Russia        | Nikita Lobintsev (1:48.29) Aleksandr Krasnych (1:46.99) Michail Dovgaljuk (1:47.59) Artem Lobuzov (1:47.97)  | 7:10.84 | Q    |
| 8         | 2        | 9      | Belgio        | Louis Croenen (1:48.74) Glenn Surgeloose (1:47.48) Dieter Dekoninck (1:47.45) Pieter Timmers (1:47.25)       | 7:10.92 | Q    |
| 9         | 2        | 2      | Spagna        | Miguel Durán (1:49.45) Victor Martín (1:46.92) Albert Puig (1:48.04) Marc Sánchez (1:46.98)                  | 7:11.39 |      |
| 10        | 3        | 8      | Giappone      | Yūki Kobori (1:47.51) Tsubasa Amai (1:48.56) Naito Ehara (1:47.64) Daiya Seto (1:47.88)                      | 7:11.59 |      |
| 11        | 3        | 7      | Francia       | Jordan Pothain (1:48.34) Grégory Mallet (1:48.41) Lorys Bourelly (1:47.45) Clément Mignon (1:48.48)          | 7:12.68 |      |
| 12        | 3        | 4      | Danimarca     | Daniel Skaaning (1:48.71) Magnus Westermann (1:49.72) Søren Dahl (1:48.55) Anders Lie (1:46.74)              | 7:13.72 |      |
| 13        | 3        | 5      | Italia        | Gianluca Maglia (1:48.64) Marco Belotti (1:49.44) Damiano Lestingi (1:47.91) Filippo Magnini (1:47.78)       | 7:13.77 |      |
| 14        | 2        | 5      | Cina          | Xu Qiheng (1:49.71) He Tianqi (1:49.93) Shang Keyuan (1:48.37) Zhang Jie (1:48.66)                           | 7:16.67 |      |
| 15        | 2        | 0      | Brasile       | Luiz Altamir Melo (1:48.80) João de Lucca (1:50.25) Thiago Pereira (1:49.45) Nicolas Oliveira (1:48.35)      | 7:16.85 |      |
| 16        | 2        | 8      | Svizzera      | Alexandre Haldemann (1:48.90) Nils Liess (1:49.99) Jérémy Desplanches (1:49.50) Jean-Baptiste Febo (1:49.60) | 7:17.99 |      |
| 17        | 3        | 1      | Austria       | Felix Auböck (1:48.30) David Brandl (1:48.66) Sebastian Steffan (1:50.51) Christian Scherübl (1:51.50)       | 7:18.97 |      |
| 18        | 2        | 6      | Serbia        | Stefan Šorak (1:50.67) Velimir Stjepanović (1:46.08) Uroš Nikolić (1:51.87) Vuk Čelić (1:51.67)              | 7:20.29 |      |
| 19        | 1        | 6      | Ucraina       | Illia Teslenko (1:49.34) Mychajlo Romančuk (1:51.14) Serhiy Frolov (1:50.18) Anton Goncharov (1:51.08)       | 7:21.74 |      |
| 20        | 3        | 2      | Egitto        | Marwan El-Kamash (1:49.36) Mohamed Khaled (1:50.64) Akram Ahmed (1:50.04) Ahmed Hamdy (1:51.82)              | 7:21.86 |      |
| 21        | 1        | 3      | Turchia       | Nezir Karap (1:50.00) Doğa Çelik (1:49.75) Kaan Türker Ayar (1:51.58) Kemal Arda Gürdal (1:50.82)            | 7:22.15 |      |
| 22        | 2        | 4      | Venezuela     | Cristian Quintero (1:48.04) Marcos Lavado (1:49.94) Daniele Tirabassi (1:52.23) Andy Arteta (1:54.92)        | 7:25.13 |      |
| dns       | 3        | 3      | India         | | dns     |      |
| dns       | 3        | 6      | Singapore     | | dns     |      |

### Finale
| Posizione | Corsia | Nazione       | Atleti | Tempo   | Note |
| --------- | ------ | ------------- | --- | ------- | ---- |
|           | 3      | Gran Bretagna | Daniel Wallace (1:47.04) Robert Renwick (1:45.98) Calum Jarvis (1:46.57) James Guy (1:44.74)                    | 7:04.33 |      |
|           | 5      | Stati Uniti   | Ryan Lochte (1:45.71) Conor Dwyer (1:45.33) Reed Malone (1:46.92) Michael Weiss (1:46.79)                       | 7:04.75 |      |
|           | 4      | Australia     | Cameron McEvoy (1:46.46) David McKeon (1:47.05) Daniel Smith (1:46.38) Thomas Fraser-Holmes (1:45.45)           | 7:05.34 |      |
| 4         | 1      | Russia        | Danila Izotov (1:46.25) Aleksandr Krasnych (1:45.64) Michail Dovgaljuk (1:47.45) Aleksandr Suchorukov (1:47.55) | 7:06.89 |      |
| 5         | 6      | Germania      | Jacob Heidtmann (1:47.94) Clemens Rapp (1:46.88) Christoph Fildebrandt (1:49.39) Paul Biedermann (1:44.80)      | 7:09.01 |      |
| 6         | 8      | Belgio        | Louis Croenen (1:48.43) Glenn Surgeloose (1:47.41) Dieter Dekoninck (1:47.29) Pieter Timmers (1:46.51)          | 7:09.64 |      |
| 7         | 7      | Paesi Bassi   | Dion Dreesens (1:47.20) Kyle Stolk (1:48.87) Joost Reijns (1:47.55) Sebastiaan Verschuren (1:46.13)             | 7:09.75 |      |
| 8         | 2      | Polonia       | Jan Świtkowski (1:47.03) Kacper Klich (1:49.33) Michael Domagala (1:46.90) Kacper Majchrzak (1:47.08)           | 7:10.34 |      |